# گیورجی ناوه
گیورجی ناوه (ارمنی: Գյուրջի Նավե؛ انگلیسی: Gurji-Nave زادهٔ ۲۲ فوریهٔ ۱۸۱۸ ؟ - درگذشته ۱۸۴۰)، عاشوق اهل ارمنستان شرقی بود.

## زندگی‌نامه
وی با نام اصلی ساهاک آبراهامی سوقومونیان (ارمنی: Սահակ Աբրահամի Սողոմոնյան) در سال ۱۸۱۸ در ایروان به دنیا آمد .  وی در ۱۸۴۰ در سن ۴۲ سالگی در ایروان درگذشت.